# أهل الهوى
أهل الهوى، مسلسل تلفزيوني مصري عرض في رمضان 1434هـ/2013م.

## قصة المسلسل
يتناول المسلسل السيرة الذاتية للشاعر بيرم التونسي الذي يُعْتَبَر أبو الشعر العامي، كما يتناول سيرة سيد درويش فنان الشعب ومطرب ثورة 1919.

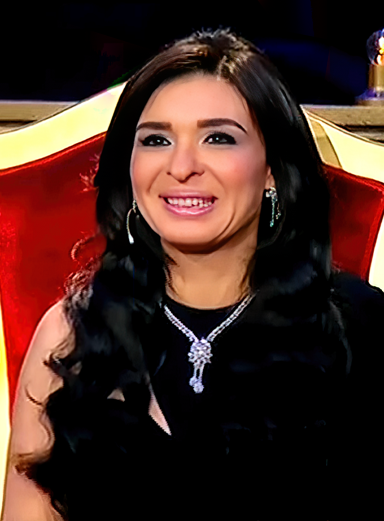
دينا في دور جليلة

## ممثلون
| بطولة - فاروق الفيشاوي:بيرم التونسي - إيمان البحر درويش: سيد درويش - دينا:جليلة - محمد لطفي:فتحي زيدان - مادلين طبر:ملك - محمود الجندي:شيخ حسونة الدمنهوري - إيمان:السنيورا - عماد رشاد: بهجت بك الكريتلي - نبيل نور الدين: محمد أفندي عباس - شريف خير الله:زكريا أحمد - أيمن عزب:بديع خيري نجوم التلفزيون - سميرة عبد العزيز:ملوك أم سيد - رشوان توفيق:معلم شريدي | - سناء شافع:شكرون - عهدي صادق:محمد عمر - فاروق الرشيدي: سلامة حجازي - مظهر أبو النجا:حنفي أبو كفوف - محمود عبد الغفار: عبد النبي حجازي - محمد فريد: شيخ إبراهيم - سامح السيد: فهمي أفندي أمان - حلمي فودة يونس القاضي - علاء زينهم: شيخ خلف - محمد مرزبان:مسيو جاك - ماهر سليم:مرسي أفندي محمود - يوسف العسال:توداري - ألفت سكر:أم بديع خيري - أحمد دياب:عبد القادر حمزة - فيولا:أحسان كامل | ظهور متميز - أمينة:فلة - ريهام سعيد:ماريا - ألفت عمر: إحسان - فاطمة الكاشف:لبيبة - شريف عمر:أحمد أفندي ذو الفقار - أميرة نايف ضيوف الشرف - محمد التاجي - حسن العدل:رفاعي زوج فريدة - إنعام الجريتلي:صفية زغلول - عبد الرحيم حسن: سعد زغلول - عفاف رشاد: هنية - سلمى غريب:هدى شعراوي - بهجت عدلي:مصطفى بك رضا | - محمد ريحان: علي شعراوي - عواطف حلمي:الخالة أمينة - روزانا - سمير العصفوري:عزيز عيد - عماد محرم: سعيد عبدون - هلال فهمي:يوسف شهدي الوجوه الشابه - ندى عادل:جليلة زوج سيد - داليا سالم - شادي أسعد: عريان سعد - مونيا منير - علاء قوقة:الملك فؤاد - وائل أبو السعود:جورج أبيض - عثمان شكري سليم: عمر طوسون - فتوح أحمد: سلامة غازي |

بالاشتراك مع: ناصر شاهين -محمد يونس:بشير أفندي-عنبر:فريدة أخت سيد -صفوت صبحي -أحمد إبراهيم:عبد اللطيف خالد -شريف عواد:حسن أفندي سلطان -مجدي البنداري:فريد أبو زيد -محمد عابدين -أحمد مجدي: محمد بيرم -محمد جمعة: محمد البحر -حبيبة أحمد: نجية بيرم -محمد سعيد عبودة -محمد نصر:حامد مرسي-باسم شكري -أحمد بسيم -صلاح الحسيني:نظيم باشا -محمود الحفناوي -عبد المنعم المرصفي:حسين رشدي باشا -عبد الله حفني-محمد عبد الخالق:أحمد زكي أبو شادي - عزت بدران:مسيو ألبير
عصام الشويخ - طلعت الشريف - محمد حسين - سيد الطيب - سامر توفيق - مديحة أنور - عبد الله الصفتي - نجاح حسن - هشام كامل - محمد دياب - محمد عبده - محمد سراج - يوسف جلال - محمد صلاح:محمود فخرى باشا - عواد سليمان - عبد اللطيف الطحاوي - يحيي زكريا - حسن عثمان - عبد الحميد دياب - عائشة حنفي - سامح إبراهيم - سعيد ياسين - محمد حافظ - أشرف بوزيشين - محمد حسن - مجدي توفيق - كريم عماد محرم - جورج وصفي - عادل الزرقاني - سعيد عطية - مريم التوني - بدوي فهمي - محب كاسر - ناني سعد الدين - أحمد شكري - محمد بديع -حسين الشريف:عبد الفتاح - محمد شاهين:محمود فهمي النقراشي

## روابط خارجية
- أهل الهوى على موقع قاعدة بيانات الأفلام العربية